# Obinna Oleka
Obinna Oleka (Washington, 4 novembre 1993) è un cestista statunitense con cittadinanza nigeriana.